# انترینگ
انترینگ (به آلمانی: Anthering) یک منطقهٔ مسکونی در اتریش است که در ناحیه زالتسبورگ-اومگه‌بونگ واقع شده‌است. انترینگ ۲۵ کیلومتر مربع مساحت دارد ۴۲۲ متر بالاتر از سطح دریا واقع شده‌است.